# Аволаска
Аволаска (итал. Avolasca) је насеље у Италији у округу Алесандрија, региону Пијемонт.
Према процени из 2011. у насељу је живело 66 становника. Насеље се налази на надморској висини од 404 м.

## Становништво
Према резултатима пописа становништва 2011. у општини је живело 306 становника.
| 1931. | 1936. | 1951. | 1961. | 1971. | 1981. | 1991. | 2001. | 2011. |
| ----- | ----- | ----- | ----- | ----- | ----- | ----- | ----- | ----- |
| 880   | 842   | 724   | 604   | 431   | 391   | 329   | 280   | 306   |